# Cantonul Saint-Malo-de-la-Lande
Cantonul Saint-Malo-de-la-Lande este un canton din arondismentul Coutances, departamentul Manche, regiunea Basse-Normandie, Franța.

## Comune
| Comune                 | Populație (1999) | Cod poștal | Cod INSEE |
| ---------------------- | ---------------- | ---------- | --------- |
| Agon-Coutainville      | ...              | 50230      | 50003     |
| Ancteville             | ...              | 50200      | 50007     |
| Blainville-sur-Mer     | ...              | 50560      | 50058     |
| Boisroger              | ...              | 50200      | 50061     |
| Brainville             | ...              | 50200      | 50072     |
| Gouville-sur-Mer       | ...              | 50560      | 50215     |
| Gratot                 | ...              | 50200      | 50219     |
| Heugueville-sur-Sienne | ...              | 50200      | 50243     |
| Montsurvent            | ...              | 50200      | 50354     |
| Saint-Malo-de-la-Lande | ...              | 50200      | 50506     |
| Servigny               | ...              | 50200      | 50573     |
| Tourville-sur-Sienne   | ...              | 50200      | 50603     |
| La Vendelée            | ...              | 50200      | 50624     |